# W21T
W21T（だぶりゅーにーいちてぃー）は、東芝、および東芝モバイルコミュニケーション社（現・FCNT）が開発し、KDDIおよび沖縄セルラー電話のauブランドで販売された携帯電話である。

## 特徴
東芝製端末初のCDMA 1X WIN端末である本機種は、A5504T・A5506Tの後継に近いモデルである。
前述のA5506Tをベースにした高機能端末であり、au向け端末としてはA5504Tに続くBluetooth搭載モデルで、バージョン1.1を搭載するが、新たに「OPP-Server」（オブジェクト・プッシュ・プロファイル）が追加された。PC連携や「辞スパ」などA5504Tから引き継いでいる部分もある。
3Dグラフィックエンジン（グラフィックアクセラレーター）「MOBILE TURBO T4G」（TC35285）搭載し
、EZアプリ (BREW)の3Dゲームに対応した。また、方向キー部分に付属のゲームポインタを装着でき、より細かい操作が行える。プリセットコンテンツとして「セガラリー 1st Stage」が搭載されている。「着うたフル」にも対応し、イヤホンで8時間・スピーカーで6時間の連続再生が可能となっている。
なおプリセットコンテンツとしてBoAの「JEWEL SONG」、ORANGE RANGEの「花（short size）」が搭載されている。

## 沿革
- 2004年（平成16年）10月13日 KDDI、および東芝から公式発表。
- 2004年11月19日 北海道・東北・北陸・関西・中国・四国・九州地方で先行発売。
- 2004年11月20日 関東・中部・沖縄地方で発売。
- 2005年（平成17年）5月　販売終了。
- 2012年（平成24年）7月22日　L800MHz(旧800MHz)帯エリアのサービスの停波に伴い利用不可となった。

## 対応サービス・機能
- EZ「着うたフル」
- EZ「着うた」
- EZアプリ (BREW)
- EZ待ちうた
- EZナビウォーク
- EZブック
- バーコードリーダー(QRコード対応)
- ムービーメール(S/M/L)
- EZムービー(S/M/L/LL/QVGA)
- Eメールバックグラウンド受信
- 電子辞書「辞スパ」（同梱のminiSDカードにインストール済み）
- メディアプレイヤー（BGM再生対応。※Eメールメニューのみ）